# 3160 Angerhofer
3160 Angerhofer (1980 LE) là một tiểu hành tinh vành đai chính được phát hiện ngày 14 tháng 6 năm 1980 bởi Bowell, E. ở Flagstaff (AM).